# جورج موراي (لاعب كرة قاعدة)
جورج موراي (بالإنجليزية: George Murray) هو لاعب كرة قاعدة أمريكي، ولد في 23 سبتمبر 1898 في تشارلوت في الولايات المتحدة، وتوفي في 18 أكتوبر 1955 في براونزفيل في الولايات المتحدة.

## وصلات خارجية
- جورج موراي على موقعبيزبول رفرنس.كوم (الدوري الرئيسي) (الإنجليزية)